# 24-Stunden-Rennen auf dem Nürburgring 2017

Streckenführung für das 24-Stunden-Rennen ab 1995

Das 45. 24-Stunden-Rennen auf dem Nürburgring fand vom 27. auf den 28. Mai 2017 auf dem Nürburgring statt.

## Rennergebnis
Das siegreiche Audi Sport Team Land mit Connor De Phillippi, Christopher Mies, Markus Winkelhock und Kelvin van der Linde auf einem Audi R8 LMS führte bis 90 Minuten vor Rennende das Feld recht souverän an. Die Mannschaft fiel nach einem Defekt an einem Sensor jedoch zurück. Als zwei Runden vor Rennende plötzlich Regen einsetzte und das Fahrzeug von Land Motorsport zum letzten, planmäßigen Boxenstopp kam, wurde kurzerhand als einziges Fahrzeug im Feld von Slicks auf Regenbereifung gewechselt. Auf der immer nasser werdenden Strecke konnte sich die Mannschaft zurück an die Spitze kämpfen und das Rennen doch noch gewinnen. Rang zwei erreichte Rowe Racing auf einem BMW M6 GT3 mit Markus Palttala, Nick Catsburg, Alexander Sims und Richard Westbrook am Steuer. Das Audi Sport Team WRT, das die Führung vom Team Land übernommen hatte, fiel im stärker werdenden Regen noch auf den dritten Rang zurück. Den Audi R8 LMS von WRT pilotierten Nico Müller, Marcel Fässler, Robin Frijns und Rene Rast.
Die Sieger erreichten nach 160 Runden das Ziel und legten dabei eine Renndistanz von 4009,72 km zurück. Von den 160 gestarteten Fahrzeugen kamen 48 nicht in die Wertung.

## Streckenführung
Seit dem Umbau der Strecke im Jahr 1983 wurde das 24-Stunden-Rennen am Nürburgring ab 1984 auf einer Kombination aus Nordschleife und Grand-Prix-Strecke ausgetragen. Ab 1995 wurde zusätzlich die neue Veedol-Schikane in die Streckenführung integriert.

## Dokumentation
Der Dokumentationsfilm „CHAMELEON - Das 24H Rennen am NÜRBURGRING“ beschreibt das 24-Stunden-Rennen auf dem Nürburgring am Beispiel des Rennens im Jahr 2017.